# Liste des chapitres de Fruits Basket

Cet article détaille les dates de sorties japonaises et françaises des tomes de Fruits Basket, ainsi que la liste de leurs chapitres.

## Liste des volumes

### Fruits Basket
| no | Japonais          | Japonais          | Français           | Français          |
| no | Date de sortie    | ISBN              | Date de sortie     | ISBN              |
| --- | ----------------- | ----------------- | ------------------ | ----------------- |
| 1 | 19 janvier 1999   | 4-592-17161-6     | 1er septembre 2002 | 2-84055-918-8     |
| Personnage en couverture : TohruListe des chapitres : Chapitres 1 à 6                                             |                   |                   |                    |                   |
| 2 | 18 juin 1999      | 4-592-17162-4     | 11 octobre 2002    | 2-84055-948-X     |
| Personnage en couverture : YukiListe des chapitres : Chapitres 7 à 12                                             |                   |                   |                    |                   |
| 3 | 17 septembre 1999 | 4-592-17163-2     | 24 janvier 2003    | 2-84055-987-0     |
| Personnage en couverture : KyôListe des chapitres : Chapitres 13 à 18                                             |                   |                   |                    |                   |
| 4 | 19 janvier 2000   | 4-592-17164-0     | 19 mars 2003       | 2-84789-031-9     |
| Personnage en couverture : ShigureListe des chapitres : Chapitres 19 à 24                                         |                   |                   |                    |                   |
| 5 | 19 avril 2000     | 4-592-17165-9     | 23 mai 2003        | 2-84789-128-5     |
| Personnage en couverture : KaguraListe des chapitres : Chapitres 25 à 30                                          |                   |                   |                    |                   |
| 6 | 18 août 2000      | 4-592-17166-7     | 15 juillet 2003    | 2-84789-143-9     |
| Personnage en couverture : MomijiListe des chapitres : Chapitres 31 à 36                                          |                   |                   |                    |                   |
| 7 | 17 août 2001      | 4-592-17167-5     | 19 septembre 2003  | 2-84789-192-7     |
| Personnage en couverture : HatoriListe des chapitres : Chapitres 37 à 42                                          |                   |                   |                    |                   |
| 8 | 18 janvier 2002   | 4-592-17168-3     | 18 novembre 2003   | 2-84789-305-9     |
| Personnage en couverture : HatsuharuListe des chapitres : Chapitres 43 à 48                                       |                   |                   |                    |                   |
| 9 | 19 juin 2002      | 4-592-17169-1     | 21 janvier 2004    | 2-84789-357-1     |
| Personnage en couverture : AyaméListe des chapitres : Chapitres 49 à 53 Chapitre bonus : Immunisée contre la peur |                   |                   |                    |                   |
| 10 | 18 octobre 2002   | 4-592-17170-5     | 21 avril 2004      | 2-84789-406-3     |
| Personnage en couverture : KisaListe des chapitres : Chapitres 54 à 59                                            |                   |                   |                    |                   |
| 11 | 19 février 2003   | 4-592-17881-5     | 15 septembre 2004  | 2-84789-467-5     |
| Personnage en couverture : HiroListe des chapitres : Chapitres 60 à 65                                            |                   |                   |                    |                   |
| 12 | 19 juin 2003      | 4-592-17882-3     | 8 décembre 2004    | 2-84789-468-3     |
| Personnage en couverture : RitsuListe des chapitres : Chapitres 66 à 71                                           |                   |                   |                    |                   |
| 13 | 19 novembre 2003  | 4-592-17883-1     | 1er juin 2005      | 2-84789-788-7     |
| Personnage en couverture : IsuzuListe des chapitres : Chapitres 72 à 77                                           |                   |                   |                    |                   |
| 14 | 19 avril 2004     | 4-592-17884-X     | 1er août 2005      | 2-84789-885-9     |
| Personnage en couverture : KurenoListe des chapitres : Chapitres 78 à 83                                          |                   |                   |                    |                   |
| 15 | 17 septembre 2004 | 4-592-17885-8     | 7 décembre 2005    | 2-84789-959-6     |
| Personnage en couverture : AkitoListe des chapitres : Chapitres 84 à 89                                           |                   |                   |                    |                   |
| 16 | 19 janvier 2005   | 4-592-17886-6     | 4 février 2006     | 2-75600-076-0     |
| Personnage en couverture : ArisaListe des chapitres : Chapitres 90 à 95                                           |                   |                   |                    |                   |
| 17 | 19 mai 2005       | 4-592-17887-4     | 26 avril 2006      | 2-75600-149-X     |
| Personnage en couverture : SakiListe des chapitres : Chapitres 96 à 101                                           |                   |                   |                    |                   |
| 18 | 16 septembre 2005 | 4-592-17888-2     | 14 juin 2006       | 2-75600-233-X     |
| Personnage en couverture : KazumaListe des chapitres : Chapitres 102 à 107                                        |                   |                   |                    |                   |
| 19 | 19 janvier 2006   | 4-592-17889-0     | 23 août 2006       | 2-75600-427-8     |
| Personnage en couverture : KakéruListe des chapitres : Chapitres 108 à 113                                        |                   |                   |                    |                   |
| 20 | 19 mai 2006       | 4-592-18400-9     | 10 janvier 2007    | 978-2-7560-0759-5 |
| Personnage en couverture : MachiListe des chapitres : Chapitres 114 à 119                                         |                   |                   |                    |                   |
| 21 | 19 septembre 2006 | 4-592-18401-7     | 11 avril 2007      | 978-2-7560-0760-1 |
| Personnage en couverture : RenListe des chapitres : Chapitres 120 à 125                                           |                   |                   |                    |                   |
| 22 | 19 janvier 2007   | 978-4-592-18402-7 | 5 juillet 2007     | 978-2-7560-0861-5 |
| Personnage en couverture : KatsuyaListe des chapitres : Chapitres 126 à 131                                       |                   |                   |                    |                   |
| 23 | 19 mars 2007      | 978-4-592-18403-4 | 14 novembre 2007   | 978-2-7560-0862-2 |
| Personnage en couverture : KyôkoListe des chapitres : Chapitres 132 à 136                                         |                   |                   |                    |                   |

### Fruits Basket Another
| no                                                                      | Japonais          | Japonais          | Français         | Français          |
| no                                                                      | Date de sortie    | ISBN              | Date de sortie   | ISBN              |
| ----------------------------------------------------------------------- | ----------------- | ----------------- | ---------------- | ----------------- |
| 1                                                                       | 19 août 2016      | 978-4-592-21851-7 | 4 septembre 2015 | 2-84055-918-8     |
| Personnage en couverture : SawaListe des chapitres : Chapitres 1 à 4    |                   |                   |                  |                   |
| 2                                                                       | 20 septembre 2017 | 978-4-592-21852-4 | 22 août 2018     | 978-2-41300-913-9 |
| Personnage en couverture : MutsukiListe des chapitres : Chapitres 5 à 8 |                   |                   |                  |                   |
| 3                                                                       | 20 mars 2019      | 978-4-592-21853-1 | 2 octobre 2019   | 978-2-41300-914-6 |
| Personnage en couverture : HajimeListe des chapitres : Chapitres 9 à 12 |                   |                   |                  |                   |
| 4                                                                       | 18 février 2022   | 978-4-592-21854-8 | 10 juillet 2024  | 978-2-41307-868-5 |
| Liste des chapitres : Chapitre 13 : Arc des Trois Mousquetaires         |                   |                   |                  |                   |